# Juri Michailowitsch Bakarinow
Juri Michailowitsch Bakarinow (russisch Юрий Михайлович Бакаринов, engl. Transkription Yuriy Bakarinov; * 8. Mai 1938 in Moskau) ist ein ehemaliger sowjetisch-russischer Hammerwerfer.
1962 gewann er Bronze bei den Leichtathletik-Europameisterschaften in Belgrad.
Bei den Olympischen Spielen 1964 in Tokio wurde er Fünfter, und bei der Universiade 1965 holte er Bronze.
1964 wurde er mit seiner persönlichen Bestleistung von 69,55 m Sowjetischer Meister.